# Phyllophaga imitans
Phyllophaga imitans är en skalbaggsart som beskrevs av Frey 1975. Phyllophaga imitans ingår i släktet Phyllophaga och familjen Melolonthidae. Inga underarter finns listade i Catalogue of Life.